# Chonawa (przystanek kolejowy)
Chonawa (biał. Хонава, ros. Хоново) – przystanek kolejowy w pobliżu miejscowości Budoula, w rejonie mohylewskim, w obwodzie mohylewskim, na Białorusi. Położony jest na linii Osipowicze – Mohylew.
Nazwa pochodzi od pobliskiej wsi Wialikaje Chonawa.